# Brokey
Brokey är en ö i republiken Island.   Den ligger i regionen Västlandet, i den västra delen av landet, 110 km norr om huvudstaden Reykjavík. Arean är 3,7 kvadratkilometer.
Terrängen på Brokey är mycket platt. Öns högsta punkt är 32 meter över havet. Den sträcker sig 3,1 kilometer i nord-sydlig riktning, och 4,3 kilometer i öst-västlig riktning.